# Echinoteuthis atlantica
Echinoteuthis atlantica is een inktvissensoort uit de familie van de Mastigoteuthidae. De wetenschappelijke naam van de soort werd  voor het eerst geldig gepubliceerd in 1933 door Joubin als Mastigoteuthis atlantica.